# Marcos Fernández
Marcos Fernández  (Corbera de Llobregat, 29 april 1990), voetbalnaam Marc Fernández, is een Spaans profvoetballer. Hij is een zeer beweeglijke aanvaller. 
Tijdens het seizoen 2010-2011 was hij een van de spelmakers van CE Sabadell en maakte het zo mogelijk dat de ploeg na 18 jaar weer promoveerde naar de Segunda División A. Hij werd zelfs de held van de promotie toen hij de beslissende treffer scoorde tegen SD Eibar in de wedstrijd van de eindronde van de kampioenen.
Hij volgde de ploeg echter niet en zo kwam hij tijdens het seizoen 2011-2012 terecht bij FC Cartagena, een ambitieuze ploeg uit de Segunda División A. Het project mislukte echter en degradatie volgde. Zijn contract werd om deze redenen stopgezet.
Vanaf het seizoen 2012-2013 komt hij terecht bij RCD Mallorca, waar hij tijdens het eerste seizoen pendelde tussen de eerste en tweede ploeg. Het eerste elftal kon het behoud in de Primera División niet verzekeren. Daarom werd zijn contract ontbonden.
Tijdens het seizoen 2013-2014 verhuisde hij naar Israël en tekende hij een contract bij Hapoel Bnei Sachnin, een ploeg spelend op het hoogste nationale niveau, de Ligat Ha'Al. Daar kwam hij zijn vroegere teamgenoot van FC Cartagena tegen, Abraham Paz.
Reeds na één seizoen kwam hij naar Spanje terug en dit bij RCD Espanyol B, een filiaal dat uitkomt in de Segunda División B. Hij kwam 29 keer in actie, maar zijn contract werd niet verlengd.
Tijdens het seizoen 2015-2016 keerde hij terug naar CE Sabadell, een ploeg die net gedegradeerd was naar de Segunda División B. Een zevende plaats in de eindrangschikking was echter niet voldoende om zich voor de eindronde te plaatsen.
Het daaropvolgende seizoen 2016-2017 tekende hij voor reeksgenoot UE Llagostera. De ploeg eindigde op een veertiende plaats.
Tijdens het seizoen 2017-2018 tekende hij voor UCAM Murcia CF, een ploeg die net gedegradeerd was naar de Segunda División B. Met een teleurstellende zevende plaats kon de ploeg zich niet plaatsten voor de eindronde.
Het daaropvolgende seizoen 2018-2019 volgde een Grieks avontuur bij Asteras Tripolis, een ploeg uit de Super League. In de eindrangschikking behaalde de ploeg de elfde plaats, voldoende voor de redding. Zijn contract werd verlengd voor het seizoen 2019-2020.
Tijdens het seizoen 2020-2021 tekende hij bij nieuwkomer in de Super League 1, Apollon Smyrnis. Hij zou er vier doelpunten scoren uit negenentwintig wedstrijden. De ploeg eindigde negende na de reguliere competitie en vijfde na de playdowns. Zo kon de ploeg haar behoud vieren.
Het daaropvolgende seizoen 2021-2022 verhuisde de speler naar FC Andorra, een ploeg die net gepromoveerd was naar de Primera División RFEF.  De ploeg werd onmiddellijk kampioen en met zijn elf doelpunten uit vierendertig wedstrijden had Marc een groot aandeel aan dit succes.  Zijn contract werd voor het seizoen 2022-2023 verlengd en zo volgde hij de ploeg naar het professionel voetbal in de Segunda División A.  Na een half seizoen zou hij echter de ploeg verlaten en op 29 december 2022 weer een stapje terug zetten bij Gimnàstic de Tarragona, een ploeg uit de Primera Federación.